# Университет Райса
Университет Уильяма Марша Райса (англ. William Marsh Rice University) или Университет Райса (англ. Rice University) — частный исследовательский университет США, расположенный в Хьюстоне, штат Техас, вблизи Хьюстонского района музеев и Техасского медицинского центра.
Основан в 1912 году и назван именем Уильяма Марша Райса — человека, вложившего всё своё состояние в создание свободного университета, который открылся уже после его смерти. С тех пор университет значительно преуспел в исследованиях и образовании, подготовил множество выдающихся выпускников, среди которых 81 лауреат стипендиальной программы Фулбрайта, 17 лауреатов стипендии Маршалла, 11 лауреатов стипендии Родса, 303 лауреата стипендии Национального научного фонда. Для своих масштабов университет имеет очень высокий уровень научно-исследовательской деятельности с объёмом финансирования на 2010 год — 95,9 млн долл. Университет Райса ведёт прикладные исследования в области искусственного сердца, структурного химического анализа, космических наук и нанотехнологий.
Университет разделён по модели Оксфордского и Кембриджского университетов, в его состав входят 11 колледжей и 8 академических школ.
Спортивная команда Райса, включающая олимпийских чемпионов, входит в Дивизион-1 Национальной ассоциации студенческого спорта, один из его основных соперников — Университет Хьюстона.

## История
История университета начинается с безвременной кончины массачусетского бизнесмена Уильяма Марша Райса. Он сделал своё состояние на недвижимости, строительстве железных дорог и торговле хлопком в Техасе. В 1891 году Райс решил основать учебное заведение в Хьюстоне и выделил на эту цель бо́льшую часть своего состояния. Но утром 23 сентября 1900 года Райс был найден мёртвым своим слугой, предположительно он умер во сне. Вскоре после этого Нью-Йоркский адвокат Райса — Альберт Патрик попытался обналичить чек на огромную сумму, подписанный Райсом, однако кассир банка заметил исправления в имени получателя чека. После чего Патрик заявил, что Райс изменил свою волю и решил оставить состояние своему адвокату, а не на создание учебного заведения. Последующее расследование во главе с окружным прокурором Нью-Йорка привело к аресту А. Патрика и слуги Райса — Чарльза Джонса, который и отравил своего хозяина хлороформом пока тот спал.
Друг Райса и его личный адвокат в Хьюстоне, Джеймс Бейкер (отец известного политика Джеймса Бейкера III), взялся за дело о подделке чека и всячески помогал реализовать идею своего друга. Потребовалось почти десять лет, чтобы Джонса и Патрика признали виновными в заговоре с целью хищения денег и убийстве.
Недвижимость Райса оценивалась в 4,6 млн долл. в 1904 году ($ 112 млн сегодня), для управления и контроля над этими активами был создан совет попечителей.
В 1907 году Советом попечителей на должность главы пока ещё планируемого университета, выбран заведующий кафедрой математики и астрономии в Принстонском университете Эдгар Оделл Ловетт. Его кандидатуру рекомендовал президент Принстонского университета и будущий президент США — Вудро Вильсон. В 1908 году Ловетт принял предложение и 12 октября 1912 года официально вступил в должность, став первым президентом университета Райса (на то время Институт Райса (англ. Rice Institute)). Он тщательно готовился к назначению на должность: в период с 1908 по 1909 гг. посетил 78 высших учебных заведений по всему миру, особое впечатление на него произвели эстетика единства архитектуры в Пенсильванском университете, а также система жилых колледжей в Кембриджском университете в Англии, что спустя некоторое время было сделано и в университете Райса. Эдгар Ловетт стремился к созданию университета «высшего сорта».

### Создание и рост университета
В 1911 году заложен краеугольный камень первого здания института, которым стало здание Администрации, ныне известное как Ловетт Холл, названное так в честь первого президента. В годовщину убийства Уильяма Райса объявлен девиз института и начались занятия, на первый курс зачислили 77 студентов. В Райсе было организовано совместное обучение юношей и девушек, что необычно для тех времён.
Спустя три недели после открытия здесь состоялся захватывающий международный академический фестиваль, который привлёк внимание всего научного мира. В 1916 году институт окончили его первые студенты, получившие 35 степеней бакалавра и одну степень магистра, а в 1918 году присвоена первая докторская степень.
Памятник основателю, бронзовая статуя в виде сидящего Уильяма Райса, был среди первоочередных объектов строительства, в 1930 году он установлен на площади у Ловетт Холла. Структура университета с организацией жилых колледжей, предложенная президентом Ловеттом, была принята в 1958 году: появились колледж Бейкера, колледж Райса, Хансзен колледж и Уиесс колледж.
В 1959 году был запущен Компьютер института Райса (выведен из эксплуатации в 1971). В 1960 году Институт Райса официально переименован в Университет Уильяма Марша Райса.
Университет выступал в качестве временного посредника в передаче земли между Humble Oil, компанией Refining и НАСА для создания центра по разработке пилотируемых космических кораблей (ныне Космический центр имени Линдона Джонсона) к 1962 году. Президент Джон Кеннеди затем выступил с речью на стадионе Райса, где заявил, что США намерены высадиться на Луну к концу 1960-х годов и «стать ведущей космической нацией в мире». Связь университета с космическим центром НАСА в Хьюстоне сильна и по сей день.
В оригинале устава университета говорилось, что к обучению принимаются только «белые жители Хьюстона и штата Техас». В 1963 году Совет управляющих Университета Райса подал иск, с целью изменения устава для приёма студентов всех рас и взимании платы за обучение.
В 1974 году открылись две новые школы: Высшая школа менеджмента Джесси Джонса и Музыкальная школа Шеферда. В 1979 году открылась школа социальных наук.
Около 40 лет жильё на кампусе университета предоставлялось только мужчинам. Колледж Джонса стал первым колледжем, предоставляющим жильё женщинам, а вскоре к нему присоединился и Колледж Брауна. Согласно легенде, колледжи для женщин и для мужчин располагались на противоположных концах кампуса как способ сохранения приличного поведения, которое здесь высоко ценится, на территории даже были запрещены скамейки, из-за опасения, что они «могут привести к тесным взаимоотношениям полов». По мере роста университета в 1968 году открылся Колледж Ловетта, в 1971 году — Колледж Сид Ричардсона, в 2002 году — Колледж Мартел.

### Новейшая история
В 1990 году в Университете Райса прошёл экономический саммит промышленно развитых стран мира. В 1993 году открылся Институт общественной политики Джеймса Бейкера III, расположенный на кампусе Райса. В 1999 году университетская команда по бейсболу заняла 1-е место в стране и удерживала лидерство в течение восьми недель. А в 2003 году выиграла национальный чемпионат по бейсболу, победив команды Техасского и Стэнфордского университетов.
В 2008 году президент университета Дэвид Леброн опубликовал план из десяти пунктов под названием «Видение второго века», в котором было запланировано увеличение финансирования научных исследований, укрепление существующих программ и расширение сотрудничества, а также создание нового развлекательного центра, ремонт стадиона и открытие двух новых жилых колледжей: колледжа Дункана и колледжа Макмертри (открыты в 2009 году).
В 2001 году Университет Райса посетил президент Российской Федерации Владимир Путин, где встретился с Джорджем Бушем старшим и выступил с речью, в которой подчеркнул важность взаимоотношений России и США, и обсудил перспективы сотрудничества в космической отрасли.
Сотрудниками университета начала разрабатываться среда для программирования DrJava.

## Позиции и репутация
В 2022 году университет Райса занял 15-ю позицию в рейтинге «Национальные университеты» издания U.S. News & World Report, 47-ю в общемировом рейтинге Times Higher Education World University Rankings, а также 99-ю позицию в Академическом рейтинге университетов мира. В 2014 году Университет Райса занял 45 позицию в Академическом рейтинге университетов мира.

## Кампус
Кампус Университета Райса располагается на лесистом участке земли площадью 1,15 км² (285 акров).
На территории кампуса находятся 5 улиц: Гринбрайар-стрит, Бульвар Райса, Бульвар Сансет, Главная улица и Университетский бульвар. Большая часть зданий построена в пределах первоначального пятиугольного участка, лишь новые объекты, среди которых жилые дома аспирантов, научно-исследовательский центр расположены за пределами университетского городка.
Гордость университета — его «зелёная зона», своеобразный дендрарий, в котором растут порядка 4000 деревьев.
Первый президент университета Эдгар Ловетт подчеркивал важность создания единого архитектурного стиля для зданий кампуса. Большинство зданий Райса выполнены в византийском стиле, фасады выложены розоватым кирпичом, в них сделаны дворики, арки и колонны. Однако есть и исключения, некоторые здания представлены в современном стиле, такие как Павильон Броштейн со стеклянными стенами, Колледж Ловетт с его брутальным стилем и Дункан Холл в средиземноморском стиле.
Примерно три четверти студентов Райса живут на территории кампуса. Здесь расположены 11 колледжей, которые являются неотъемлемой частью студенческой жизни в университете. Каждый из них назван именем исторической личности, внёсшей свой вклад в создание и развитие университета. В каждом колледже работают столовые и общежития. Пять колледжей: Макмертри, Дункана, Мартел, Джонса и Брауна расположены на северной стороне университетского городка, на южной — колледжи Бейкера, Уилл Райс, Ловетта, Хансзена, Сид Ричардсона и Уиесс. Колледж Бейкера самый старый, он был построен в 1912 году, а колледжи-близнецы Дункан и МакМертри самые новые.
В 1950 году открылся футбольный стадион Райса вместимостью 70 000 мест. После реконструкции 2006 года были улучшены сиденья и количество мест сократилось до 47 000.
Университет и Хьюстонский независимый школьный округ совместно учредили 8-летнюю школу Райса, которая открылась в 1994 году.

## Обучение
Университет Райса является частным и управляется попечительским советом, состоящим из 25 членов с правом голоса, которые назначаются на 4 года и могут избираться на последующий срок. В совет попечителей входят лица, проживающие только в штате Техас, причём как минимум четверо из них должны быть из Хьюстона или его пригорода. Советом попечителей выбирается администрация университета: президент, шесть вице-президентов и другие должностные лица. Президент председательствует в совете профессорско-преподавательского состава, который имеет право изменять учебные планы, создавать новые образовательные программы и утверждать кандидатов на получение степеней. Университет обладает эндаументом с капиталом в 3,6 млрд долл. (по состоянию на 2009 год).
Студенты поступают на первый курс университета без зачисления в конкретную академическую школу (кроме музыкальной и архитектурной школ), им предоставляется возможность самим определить свой основной предмет. Так в ходе обучения студент может изменить направление своих исследований или же дополнить их.
Обучение организовано в 8 школах, шесть из которых специализируются на основном образовании и две на послевузовском образовании. Университет предлагает 40 программ подготовки бакалавров, 51 — магистров и 29 докторских программ.
Стоимость обучения в бакалавриате на 2010—2011 учебный год составила $ 33 120, на университетские сборы — $ 651, на учебную литературу — $ 800 и на личные расходы — $ 1550. Проживание на кампусе и питание обойдутся в $ 11 750. В итоге общая стоимость обучения в Университете Райса составила $ 47 871 в год.

## Студенческая жизнь
Университет имеет удачное расположение и инфраструктуру не только для образования и исследований, но и для отдыха. Рядом находится городской парк, в котором работают Хьюстонский музей естественных наук, Хьюстонский зоопарк, Театр Миллера и 18-луночное поле для гольфа. Неподалёку расположились более десятка музеев и художественная галерея, работающая в течение учебного года. Лёгкий доступ к театрам, району ночных клубов обеспечивает Хьюстонский трамвай, главные ворота кампуса буквально примыкают к станции.
При зачислении студенты распределяются по колледжам случайным образом, исключение составляют лишь братья и сёстры. Жильё на кампусе гарантируется на первые 3 года обучения.

### Традиции
За время своего существования в каждом колледже сформировались собственные традиции, наиболее известные и значимые: Бейкер-13, Бир-Байк и Неделя Вилли.

#### Бейкер-13
Традиция, в которой 13-го и 31-го числа каждого месяца (или 26-го, если дней меньше 31) в 22 часа студенты бегут по университетскому городку в одних ботинках и намазанные кремом для бритья. Авторами традиции стали студенты колледжа Бейкера. Как правило, «забег» привлекает небольшое число студентов, однако в ночь Хэллоуина, а также в первый и последний учебные дни года их собирается значительно больше.

#### Бир-байк
Бир-Байк является сочетанием очной велогонки, конкурса на скорость питья пива, а также перестрелки шариками с водой. Традиция берёт начало с 1957 года, тогда же были разработаны правила конкурса, такие как запрет громоздкой и влажной одежды, способной поглотить или скрыть от других пролитое пиво. Каждый жилой колледж, а также ассоциация аспирантов участвуют своей командой, помимо этого, есть женские сборные, есть даже команды выпускников, для которых Бир-Байк — возможность вспомнить студенческие годы, познакомиться с первокурсниками.
В 1990 году также появился термин Неделя Вилли — неделя до начала Бир-Байка, оживлённое время у студентов, когда они шалят и проказничают.
Бир-Байк — одно из наиболее заметных студенческих событий в Райсе. В 2009 году велосипедная гонка была посвящена памяти профессора, доктора Билла Уилсона, который умер в начале года.

## Выпускники и преподаватели
В университете Райса работали многие известные учёные, нобелевские лауреаты, выпускники университета добились значительных успехов и стали знаменитыми писателями, политиками, учёными, астронавтами.

### Преподаватели
- Герман Джозеф Мёллер — американский генетик, лауреат Нобелевской премии по физиологии и медицине (1946).
- Ричард Смолли — американский физик, открыватель фуллеренов, лауреат Нобелевской премии по химии за 1996 год.
- Роберт Кёрл — американский химик, лауреат Нобелевской премии по химии за 1996 год.
- Франклин Чанг-Диаз — инженер, физик и астронавт NASA.
- Эдуард Джереджян — американский дипломат армянского происхождения.
- Джулиан Хаксли — английский биолог, эволюционист и гуманист, политик. Один из создателей Синтетической теории эволюции. Первый генеральный директор ЮНЕСКО и Всемирного фонда дикой природы.
- Нил Лейн — американский физик. Директор Национального научного фонда США в 1993—1998 годах.

### Выпускники
- Роберт Вудро Вильсон — американский физик, лауреат Нобелевской премии по физике в 1978 году.
- Шеннон Уокер — американская женщина-астронавт и учёный.
- Пегги Уитсон — американский биохимик, астронавт НАСА, первая женщина-командир Международной космической станции.
- Джанис Восс — американский инженер и астронавт НАСА.
- Джон Оливас — американский инженер и астронавт НАСА.
- Такао Дои — японский астронавт и ветеран двух миссий НАСА.
- Ребекка Силфон — студентка на домашнем обучении из США, ставшая победительницей национального конкурса по произношению слов.
- Говард Робард Хьюз младший — американский промышленник-предприниматель, инженер, пионер и новатор американской авиации, режиссёр, кинопродюсер, а также один из самых богатых людей в мире.
- Дейв, Хатт[англ.] — американский разработчик программного обеспечения, сотрудник Apple, где он является частью команды разработчиков браузера Safari.
- Кэндес Бушнелл — американская писательница и обозреватель.
- Элизабет Мун — американская писательница, работающая в жанре научной фантастики.
- Уильям Лютер Пирс — американский политический деятель, писатель.
- Эннис Паркер — американский политик, мэр Хьюстона.

См. также: Категория:Выпускники Университета Райса